# Schüler-Sinfonie-Orchester Stuttgart
Das Schüler-Sinfonie-Orchester (SSO) Stuttgart ist ein Sinfonieorchester für überdurchschnittlich musikalisch begabte Schüler aus der Region Stuttgart. Jedes Jahr tritt es in der Liederhalle im Beethovensaal Stuttgart auf. Das Konzert wird durch den SWR mitgeschnitten.

## Über das Orchester
Gegründet wurde das Schüler-Symphonie-Orchester Stuttgart 1990 vom Kultusministerium Baden-Württemberg als Begegnungsprojekt der Schulen im Großraum Stuttgart. Erster Dirigent war Fritz Roth. Seit 2016 wird das Orchester von Christoph Wagner geleitet. Mittlerweile sind 50 Schulen an dem Projekt beteiligt. Mitspielen darf nur, wer von seinen Musiklehrern vorgeschlagen wird. Blasinstrumentenspieler müssen zu einem Vorspiel antreten. Die größten Talente aus der Region versammeln sich schließlich zu einer jährlichen Probenphase mit nur wenigen Kompaktproben am Wochenende und einer Probenwoche in einer Musikakademie. Dabei werden große Werke erarbeitet.